# احمد پاشا بورسوی
احمد پاشا بورسوی (۱۴۲۶–۱۴۹۶ میلادی) شاعرِ ترک، فرمانده نظامی و وزیر دورهٔ حاکمان عثمانی بود.
احمد پاشا از رجال برجسته قرن پانزدهم میلادی و از اعضای طبقه علمای عثمانی بود که در دوره‌های سلطنت سلطان محمد دوم (فاتح) و سلطان بایزید دوم، عهده‌دار مناصب عالی‌رتبه‌ای همچون قاضی عسگری، وزارت، بیگلربیگی (سنجاق‌بیگی) و قضاوت شد. وی همچنین یکی از شاعران نامدار ادبیات دیوانی عثمانی به‌شمار می‌رود.

## زندگی
احمد پاشا شاعر مشهور دورهٔ رنسانس در ترکیه عثمانی بود. او در ادرنه متولد شد. او در مدرسه بورسا تحصیل کرد و در ادرنه قاضی شد. احمد پاشا، آموزگار سلطان محمد فاتح بود. وی فرزند یکی از قاضی‌العسکرهای دوران سلطنت سلطان مراد دوم، یعنی ولی‌الدین بن الیاس افندی به‌شمار می‌رفت. با این که در شهر ادرنه به دنیا آمده، اما از آن‌جا که بخش بزرگی از عمر خود را در شهر بورسا گذرانده و در همان‌جا نیز درگذشته است، به‌عنوان «بورسوی» شناخته می‌شود. او را نخستین شاعر عثمانی می‌دانند که به مفاهیم ملی‌گرایانه توجه نشان داده است. در تذکرهٔ لطیفی و اثر کنه‌الاخبار نوشتهٔ مصطفی عالی از گلیبولی، محل تولد او شهر بورسا ذکر شده است. در مقابل، تذکرهٔ سهی و نویسندهٔ گلدسته، بلیغ، احمد پاشا را متولد ادرنه می‌دانند. نویسندهٔ تذکرهٔ عاشق‌پاشازاده نیز با استناد به گفته‌های ناظر چلبی، پسرعموی احمد پاشا و وارث او، تولد وی را در ادرنه گزارش کرده است.
وی نخست مدرّس مرادیهٔ بورسا و سپس قاضی شهر ادرنه شد. در روزگار سلطان محمد فاتح (حک: ۸۴۸–۸۵۰ و ۸۵۵–۸۸۶ ه‍.ق)، قاضی عسکر و پس از آن معلم سلطان و دیگر شاهزادگان شد و تا مقام وزارت پیش رفت.
او غزل‌های زیادی با موضوع عشق سروده است. ناوی با او شعر سرود. در نتیجه این تبادل اشعار، ناوی ۳۳ شعر خود را برای او فرستاد. احمد پاشا اشعار فراوانی در مدح سلطان محمد فاتح، بایزید دوم و شاهزاده جم سروده و همچنین چکامه‌ای در سوگ مصطفی پسر محمد فاتح گفته است. برخی وی را پس از شیخی، از پایه‌گذاران شعر دیوانی به زبان ترکی دانسته و از او با نام ملک‌الشعرای دورهٔ میان شیخی و باقی یاد کرده‌اند. احمد پاشا از شاعران بزرگ ایرانی، همچون سلمان ساوجی، حافظ، کمال خجندی، و کاتبی پیروی می‌کرد. احمد پاشا غزل‌هایی در مایه‌های غزل‌های حافظ دارد. وی به زبان‌های فارسی و عربی مسلط بود و به این زبان‌ها نیز شعر می‌گفت. دیوان اشعارش به کوشش و مقدمهٔ علی نهاد تارلان به چاپ رسیده است (استانبول، ۱۹۶۶). همچنین منظومه‌ای با نام لیلی و مجنون‌ دارد که در تذکرهٔ سهی‌ از آن یاد شده است.
چون درگذشت، پیکرش را در مسجد مرادیه به خاک سپردند. با شاعرانی چون حریری، رسمی، میری، چاخشیرجی، شیخی و شهدی معاشرت داشت.

## قصیده کرم
با این‌که شوخ‌طبعی او مورد توجه سلطان محمد بود، به دلایلی، پادشاه بر وی خشم گرفت و او را برکنار و زندانی کرد. در زندان قصیده ای در باب عفو با نام قصیده کرم سرود و آن را برای سلطان فرستاد و در نتیجه حکم اعدامش به تبعید، تخفیف یافت و تولیت مدرسهٔ اورخان و مسجد مرادیه در بورسه به او داده شد.
این قصیده و ترجمه آن به شرح ذیل است:

Muhît-i keremün katresi ummân-ı kerem
قطره‌ای از اقیانوس کرم تو، دریا را شرمنده می‌سازد
Bâğ-ı cûd ebr-i kefünden dolu bârân-ı kerem
بارانِ سخاوت، از ابرِ کفِ دستِ باغ بخشش تو می‌بارد

Matla’-ı subh-ı zafer mihr-i zekâ ebr-i hayâ
طلوع پیروزی، خورشیدِ هوش، ابرِ حیا
Felek-i izz ü a’lâ dâver-i devrân-ı kerem
فلکِ عزت و بزرگی، داور روزگارِ بخشندگی توست

Tâc-bahş-ı ser-i sultân-ı selâtîn-i cihân
تاج‌افشانِ سرِ پادشاهِ پادشاهان جهان
Zînet-i taht ü nigîn Hazret-i Sultân-ı kerem
زیورِ تخت و نگین، حضرت سلطانِ کرم است

ZıII-ı Hak Şâh Muhammed ki eşiği göğünün
شاه محمد، سایه‌ی حق است که درگاهش
Kem-terîn ılduzı olur meh-i tâbân-ı kerem
کم‌نورترین ستاره‌ی آسمان، ماهِ تابانِ سخاوت اوست

Ayağı toprağıdır cevher-i iksîr-i hayât
خاکِ قدمش، گوهر کیمیاگرِ حیات است
Âsitânı tozıdur sürme-i a’yân-ı kerem
گردِ آستانش، سرمه‌ای‌ست برای چشمان بزرگانِ کرم